# دائرة المطمر
دائرة المطمر إحدى دوائر ولاية غليزان الجزائرية . عاصمتها هي المطمر وتضم بلديات : 
- المطمر
- بلعسل
- سيدي خطاب
- سيدي محمد بن عودة